# Sikorsky S-9

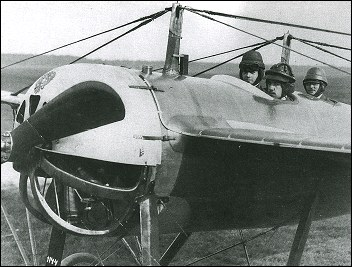
Detalhe do nariz do S-9

O Sikorsky S-9 Kruglyj (O redondo) foi um protótipo de aeronave monomotora construída no Império Russo na primavera de 1913 pela Russo-Báltica, quando Igor Sikorsky era o engenheiro chefe da divisão de manufatura de aeronaves.

## Design and development
O S-9 era um monoplano de três assentos com asa de corda constante para o controle da aeronave originalmente motorizado com um motor giratório refrigerado a ar Gnome com potência de 100 hp. Foi o primeiro monoplano monocoque construído no Império Russo e a fuselagem cilíndrica era construída de madeira compensada com espessura de 5 mm na seção dianteira e 3 mm na seção traseira. A construção foi concluída na primavera de 1913.

## Histórico operacional
Após sua construção, o S-9 se mostrou muito mais pesado que o esperado e o motor apenas fornecia 80% de sua potência. Os voos iniciais de teste revelaram um desempenho muito ruim. O motor foi substituído por um Gnome Monosoupape de 100 hp e os voos seguintes apenas mostraram um pequeno aumento na velocidade. A máquina foi eventualmente destruída.